# Iwno (województwo kujawsko-pomorskie)
Iwno – wieś sołecka w Polsce położona w województwie kujawsko-pomorskim, w powiecie nakielskim, w gminie Kcynia.

## Podział administracyjny
W latach 1975–1998 miejscowość administracyjnie należała do województwa bydgoskiego.

## Demografia
Według Narodowego Spisu Powszechnego (III 2011 r.) liczyła 256 mieszkańców. Jest trzynastą co do wielkości miejscowością gminy Kcynia.

## Historia Iwna
W latach 30. XX wieku odkryto tu pierwsze ślady archeologiczne kultury iwieńskiej. Jest to cmentarzysko z końca neolitu sprzed 1800-1700 lat p.n.e.
We wsi znajduje się dwór zbudowany w drugiej połowie XIX wieku przez Adama Wolszlegera. Otacza go park o powierzchni 3,3 ha. W 2. połowie XIX wieku Iwno należało do Napoleona Wolszlegera. Około 1880 r. liczyło 4311 mórg, 14 domostw i 248 mieszkańców, w tym było 241 katolików i 7 ewangelików, a 92 osoby było analfabetami.

## Właściciele Iwna
Właściciele Iwna od 2. połowy XV do XIX wieku:
- od około 1460 r. Jan Iwienski, zapewne jego wioska rodowa,
- od około 1480 r. Jan Iwienski i Maciej Tłukomski h. Nałęcz,
- od około 1510 r. Beata wdowa po Janie Iwienskim oraz Jan i Mikołaj Tłukomscy ss. Macieja,
- od około 1520 r. ¾ wsi kupił Marcin Słupski dziedzic Suchorządza zapewne herbu Dołęga,
- od 1536 r. Wojciech Słupski s. Marcina i jego żona Petronela Białośliwska, ma całe Iwno,
- od 1569 r. Andrzej, Marcin, Jakub, Michał i Mikołaj Słupscy ss. Wojciecha,
- od 1582 r. Mikołaj s. Wojciecha i jego bratanek Wojciech s. Michała, Słupsccy,
- w 1618 r. Jan i Marcin Słupscy ss. Mikołaja,
- w 1619 r. Jan Słupski i Elżbieta Broniewska wdowa po Marcinie Słupskim,
- od 1627 r. Jan Słupski s. Marcina i Zofia de Krzyszkowo wdowa po Janie Słupskim,
- w 1671 r. dziedzicem wsi jest Andrzej Słupski wraz z żoną Anną Twardowską,
- od około 1681 r. Jan i Władysław Słupscy ss. Andrzeja,
- od około 1695 r. dziedzicem wsi jest Bogusław Kąsinowski,
- od 1710 r. Józef, Stanisław i ksiądz Wojciech Kąsinowscy ss. Bogusława,
- w 1755 r. Antoni Kąsinowski s. Józefa i Katarzyny Gierzyńskiej sprzedał Iwno Franciszkowi de Mieczkowski łowczemu kowalskiemu
- w 1779 r. dziedzicem wsi jest Wojciech Mieczkowski (s. Franciszka) i jego żona Ludwika z Kiełczewskich,
- od około 1807 r. dziedzicem wsi jest Wiktor Łakiński i jego żona Teresa Górecka,
- od około 1841 r. dziedzicem wsi jest Adam Wolszleger (zm. 1888 Kcynia) i jego żona Patrycja Radzimińska c. Piotra,
- w 2. połowie XIX w. dziedzicem wsi jest Napoleon Wolszleger (zm. 1885 Iwno) s. Adama.

Reasumując Iwno od 2. połowy XV do XIX wieku głównie posiadało 7 rodzin, a najdłużej rodzina Słupskich czyli:
- pospołu Iwieńscy i Tłukomscy – około 60 lat
- Słupscy – 175 lat
- Kąsinowscy – około 60 lat
- Mieczkowscy – około 52 lata
- Łakińscy – 34 lata,
- de Wolszleger – zapewne do 1891 r. czyli około 50 lat.